# Breutelia subplicata
Breutelia subplicata är en bladmossart som beskrevs av Brotherus in Thériot 1911. Breutelia subplicata ingår i släktet gullhårsmossor, och familjen Bartramiaceae. Inga underarter finns listade i Catalogue of Life.